# Santanderismo
El santanderismo es una ideología política desarrollada en Colombia, teóricamente basada en la vida y obra del General Francisco de Paula Santander. Junto al Bolivarianismo, son las principales cuestiones de culto histórico-político en Colombia. Está basada en el modelo de la república federal, y en las corrientes de: anticlericalismo, progresismo, humanismo, capitalismo y liberalismo clásico. Es catalogada como de centroizquierda. Los ideales del santanderismo fueron las bases fundacionales del Partido Liberal, y son opuestos a los del Partido Conservador (Bolivariano).

## Ideología

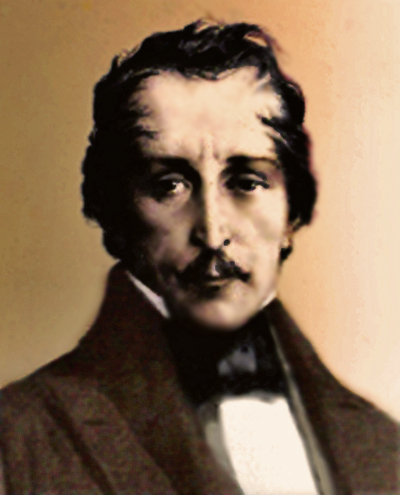
General Santander. Boceto de Helen Bedout, 1919.

En sus ideas sociopolíticas y político-económicas, principalmente estas son: 
- El federalismo y el regionalismo como medio de defensa a la libertad de las diversas provincias de la Nueva Granada (Colombia).
- Un orden republicano basado en leyes constitucionales y separación de poderes.
- La defensa a la libertad del culto individual mediante la separación de la Iglesia y el Estado.
- La defensa al libre comercio capitalista, y la libertad de propiedad.
- La defensa a la igualdad de derechos y deberes para todos los ciudadanos, sin importar su estatus social, religión, etnia, u oficio.
- La educación pública
- Abolición a la esclavitud.
- Defensa al gobierno civil.
- Abolición del impuesto al trabajo.

Esas fueron las ideas que aportó Santander.

## Santanderismo (Liberalismo) versus Bolivarianismo (Conservatismo)
Durante la época de la Gran Colombia, en el Departamento de Nueva Granada, se vieron las disputas entre Bolivarianos y Santanderistas, los primeros defendían la propuesta de Bolívar de aplicar en Colombia la constitución Boliviana, la cual defendía un gobernante vitalicio, y los segundos aquellos que la rechazaban pues eran partidarios del federalismo y el liberalismo.
El 16 de julio de 1848 (Ocho años después del fallecimiento del general Santander), el político santanderista Ezequiel Rojas, funda el primer programa liberal, el cual es aplicado por el general José Hilario López, y por tal es conocida esa fecha como el día en que surgió el Partido Liberal Colombiano. Desde entonces el partido surgió como una organización política federalista, liberal, y anticlerical, por lo cual tuvo disputas con el Partido Conservador (Bolivariano), que era centralista, tradicionalista, clerical y autoritario.

## Santanderismo en las Ideas Iniciales del Partido Liberal
Los grupos políticos que se identifican con la imagen del General Francisco de Paula Santander son aquellos que reivindican las ideas iniciales del Partido Liberal en el siglo XIX, es decir: el Liberalismo Radical. Estas ideas bebían del santanderismo pues eran liberales no solo en el ámbito sociocultural sino también en el económico, defendiendo la libertad de comercio y las ideas anticlericales de la Ilustración. 
Referentes Liberales como Florentino González o el propio fundador del Partido José Ezequiel Rojas fueron un ejemplo de ese liberalismo primigenio inspirado en pensadores como Jeremy Bentham y orientado al libre mercado en el marco de un orden republicano y federalista. Estas ideas fueron plasmadas en la Constitución de Rionegro de 1863, época en la que Colombia se llamó Estados Unidos de Colombia. Durante esta época, también conocida como el "Olimpo Radical" el país fue modernizado cultural y económicamente hasta que la Constitución conservadora de 1886 se impuso.
Sin embargo, el Partido Liberal dio un giro ideológico en el siglo XX dejando atrás el Liberalismo Radical santanderista y tornándose hacia la izquierda, especialmente durante la Segunda República Liberal y la Reforma Constitucional de 1936. Entonces adoptó el centralismo bolivariano, la socialdemocracia y reinterpretó las ideas del Libertador Simón Bolívar para adaptarlas al socialismo y alejarlas del conservadurismo tradicionalmente asociado a ellas. Como resultado de esto surgió su afiliación a la Internacional Socialista.
Dicho giro ideológico produjo la división del partido en dos bandos. Uno inclinado al liberalismo clásico capitalista y otro partidario del giro izquierdista. Muchos de los primeros decidieron alejarse del partido tras ver que los socialdemócratas se habían vuelto mayoría, lo cual persiste hasta la época actual.